# Sporophila torqueola
El semillero cuelliblanco, semillero de collar, semillero torcaz, semillero collarejo o semillero rabadilla canela (Sporophila torqueola) es una especie de ave paseriforme de la familia Thraupidae perteneciente al numeroso género Sporophila. Es endémica de México.

## Distribución y hábitat
Se distribuye en la pendiente del Pacífico de México, desde el norte en Sinaloa, hacia el sur hasta el oeste de Oaxaca. También en el sur de Baja California.
Sus hábitats naturales son los pastizales y campos arbustivos, terrenos cultivados, pastajes y matorrales de playa. También es muy común en sabanas húmedas; prefieren áreas con Polygonum, un pasto rústico, buena fuente de semillas.

## Descripción
Su talla adulta ronda los 10 u 11 cm de longitud. Se distingue esencialmente por su negro pico gordo, redondeado, fuerte y con una amplia base. El plumaje es bastante variable. Generalmente, la cabeza es negra (aunque no siempre en su totalidad), lo mismo que las alas y la espalda (a veces pardo oscuro), y el vientre y la rabadilla son amarillentos o rojizos. Hay un collar o medio collar blanco alrededor del cuello (no siempre presente), lo que da origen al nombre vernacular de esta ave. El negro de la cabeza puede ser desde casi total hasta restringirse a una máscara. A menudo también hay algo de negro en el pecho.
La hembra no varía. Es color marrón, oscura en las partes dorsales y clara en las ventrales, donde las plumas llegan a tomar un matiz dorado. Es distintivo también el color claro del anillo ocular y de las balas doradas de las alas.
Su canto es de calidad vocal y se asemeja al del canario (Serinus canaria). Por ello estas aves son apreciadas como aves de jaula.
La temporada reproductiva es de abril a diciembre. La hembra pone dos huevos grises azulosos con manchas pardas en un nido en forma de cuenco elaborado de fibras vegetales y raicillas muy finas sobre arbustos o árboles.

## Sistemática

### Descripción original
La especie S. torqueola fue descrita por primera vez por el zoólogo francés Charles Lucien Bonaparte en 1850 bajo el nombre científico Spermophila torqueola; su localidad tipo es: « Ciudad de México, México».

### Etimología
El nombre genérico femenino Sporophila es una combinación de las palabras del griego «sporos»: semilla, y  «philos»: amante; y el nombre de la especie «torqueola» del latín que significa ‘gargantilla’.

### Taxonomía
El grupo de subespecies actualmente agrupado en Sporophila morelleti fue tradicionalmente tratado como un grupo subespecies de la presente, hasta que los estudios genético moleculares de Mason et al. (2018) demostraron tratarse de especies distantes, confirmando lo que las diferencias de plumaje y de vocalización ya indicaban. La separación fue aprobada en la Propuesta 2018-C-8 al Comité de Clasificación de Norte y Mesoamérica (NACC).
Los datos presentados por los amplios estudios filogenéticos recientes demostraron que la presente especie es próxima del par formado por Sporophila funerea y S. angolensis.

### Subespecies
Según las clasificaciones del Congreso Ornitológico Internacional (IOC) y Clements Checklist/eBird v.2019 se reconocen dos subespecies, con su correspondiente distribución geográfica:
- Sporophila torqueola atriceps (Baird), 1867 – suroeste de México (Jalisco hasta Guanajuato, oeste de Puebla y sur de Oaxaca).
- Sporophila torqueola torqueola (Bonaparte), 1850 – oeste de México del centro de Sinaloa al sur hasta el norte de Jalisco; la población introducida en Baja California Sur deriva de atriceps, de torqueola, o de una mezcla de ambas.